# Lauderdale County (Mississippi)
 For alternative betydninger, se Lauderdale County. (Se også artikler, som begynder med Lauderdale County)
Lauderdale County er et county i den amerikanske delstat Mississippi.
32°24′N 88°40′V / 32.4°N 88.66°V